# 石康水库
石康水库是中国广西壮族自治区北海市合浦县境内的一座水库，位于南流江支流二步水上，建于1959年。水库正常库容为740万立方米，集雨面积为21平方千米，海拔为25米。